# Renée de Rieux de Châteauneuf
Renée de Rieux, známá jako „ Belle de Châteauneuf “ (Krásná Châteauneuf) (1550 – po 1586, Florencie), byla milenkou vévody z Anjou a budoucího krále Jindřicha III.
Na francouzském královském dvoře působila jako dvorní dáma Kateřiny Medicejské. Stala se milenkou jejího syna vévody de Anjou, který se později stal francouzským králem Jindřichem III. Z tohoto období máme doloženo několik galantních sonetů, které pro ni budoucí král nechal složit. Když se král Jindřich III. oženil s Louisou de Lorraine de Vaudémont, tak Reneé veřejně urazila královnu a byla za to vyhoštěna ode dvora.
Ve Florencii se potom prvně provdala. Svého prvního manžela v návalu žárlivosti probodla. Následně se provdala podruhé za kapitána galér, který se tak stal baronem de Castellane.

## Životopis
Rodina Rieux patřila mezi váženou bretaňskou šlechtu. Jejím otcem byl Jean de Rieux de Châteauneuf a matkou Béatrice de La Perrière.
Mezi roky 1567 až 1578 byla dvorní dámou Kateřiny Medicejské a v tomto období, konkrétně mezi roky 1569 až 1571 byla i Jindřichovou milenkou. Jindřich vztah ukončil poté, co se zamiloval do Marie de Cleve.
Jindřich si v roce 1575 vzal za manželku Louise de Lorraine de Vaudemont. Reneé de Rieux novou královnu záhy veřejně urazila, když se na dvorním plese objevila oblečená přesně jako královna. Jindřich se pokusil rozpory urovnat tím, že by Reneé provdal, ale všichni nápadníci, např. François de Luxembourg či Antoine du Prat, ji odmítli.
V roce 1575 se Reneé zamilovala do florenťana jménem Antinotti, za kterého se vzápětí provdala. V roce 1577 poté, co zjistila jeho nevěru jej v návalu žárlivosti probodla. Ačkoliv ji v tomto případě králova moc chránila, tak se Jindřich rozhodl vykázat ji ode dvora. Jako dar dostala od krále panství Beaumont, baronství Castellane, starý královský dům v Aix a nárok na příjem od parlamentu v Aix.
V únoru 1577 se Reneé tajně provdala za provensálského šlechtice Philippa de d´Altoviti, kapitána královských galér. Toto manželství bylo zřejmě uzavřeno v tajnosti, protože se zachoval list Reneé de Rieux napsaný v Marseilles dne 20. prosince 1577, který byl adresovaný králi Jindřichovi III., a ve kterém Reneé popírá, že by byla ke sňatku přinucena násilím či dokonce byla unesena.
Jindřich potom povýšil Filipa d´Altoviti do hraběcího stavu, když jej jmenoval hrabětem de Castellane. Filip se narodil v Marseilles a byl synem Fouqueta d´Altoviti a Anne de Casaux. Zemřel v důsledku zranění utrženém při souboji s Jindřichem d'Angoulême, levobočným synem krále Jindřicha II. a Jane Stewart, velkopřevorem a guvernérem Provence.

## Genealogie

### Rodina
Jejím otcem byl Jean de Rieux (*1508 - † 24. prosince 1563) de Châteauneuf, de Sourdéac, který se oženil v roce 1548 s její matkou Béatrice de la Perrière, dcerou Clauda de Jonchères de La Perrière v Anjou.
Sourozenci:
- René de Rieux (*1558 - † 4. prosince 1628 v Assé-le-Boisne), de Sourdéac , markýz de Ouessant, rytíř řádu Svatého Ducha (Orde du Saint-Esprit), který se oženil se Suzanne paní de Boulevesque († 1616)

- Françoise, jeptiška

- Chlap I. de Rieux († 12. února 1591), de Châteauneuf, vikomt de Donges, guvernér Brestu, který se v roce 1560 oženil s Jeanne du Chatel a po její smrti s Madeleine d'Espinay († 1597)

### Potomci
Z jejího druhého manželství se narodily dvě dcery a dva synové.
- Marseille d'Altoviti (*5. ledna 1577 v Aix - † 1. března 1606 v Marseille), marseillská básnířka. V 18 letech se stala milenkou Charlese de Lorraine (1571-1640), vévody z Guise (syna zavražděného Balafrého), guvernéra Provence. Pohřbena je v karmelitánském kostele v Marseille.

- Emmanuel Henri d'Altoviti (narozen a zemřel v roce 1578)
- Clarice d'Altoviti, která se provdala 1. února 1610 za Pierre Lemaître de Les Brosses v Marseille, a kterému věnem přinesla panství Beaumont, později povýšené na markýzát. Tato rodina Lemaître de Beaumont neměla žádné mužské potomky a vymřela po meči. Poslední markýza Marie Carolina de Beaumont se provdala 23. listopadu 1858 za Gasparda Leopolda Seguina.
- Philippe d'Altoviti, pokřtěný v Nantes dne 14. září 1583. Jeho kmotrem byl Philippe Emmanuel de Lorraine, vévoda z Mercœur (bratr královny Louise Lotrinské). Král jej jmenoval guvernérem Belle-Ile. Oženil se s Marií de Bodigneau a spolu měli dceru Renée d'Altoviti, která se v roce 1638 provdala za rytíře Alaina Barbiera de Kern a hraběte de Lescoëte.

Po smrti jejího manžela už o Reneé de Rieux nejsou známé žádné další informace. Žila v Marseille a měla roční důchod 18 000 écu, což z ní dělalo jednoho z nejbohatších obyvatel města. Představení z Marseille jej často potvrzovali, protože měla mnoho ochránců u královského dvora. Datum a místo její smrti nejsou známy.
Panství, která patřila rodině, zmizela, když byl majetek v roce 1903 prodán městu Marseille z důvodu nových pozemkových daní, které nebyla rodina schopna platit.